# Max von der Groeben

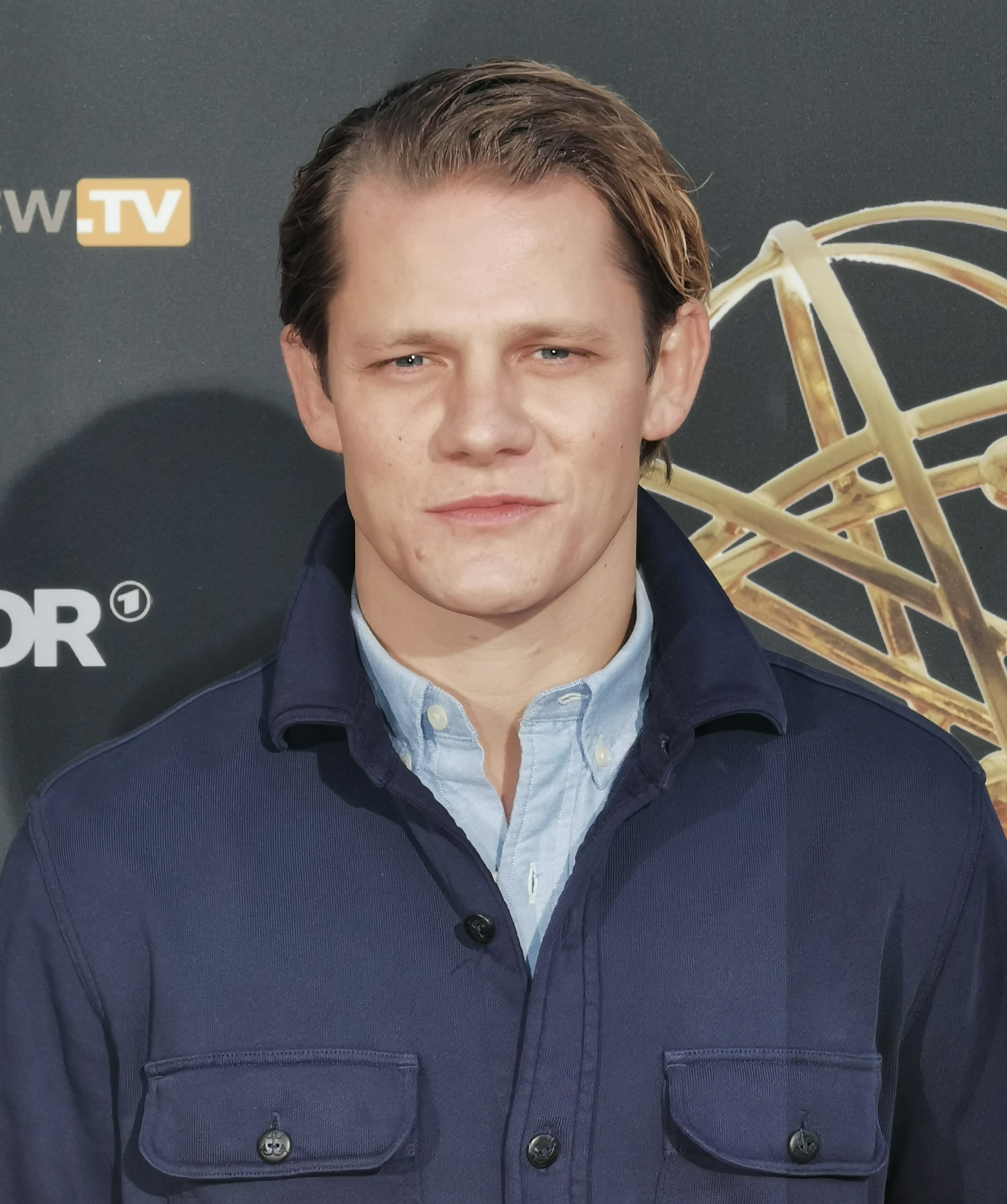
Max von der Groeben (2023)

Maximilian Alexander „Max“ Graf von der Groeben (* 15. Januar 1992 in Köln) ist ein deutscher Schauspieler, Synchron- und Hörspielsprecher.

## Leben
Er entstammt dem Adelsgeschlecht von der Groeben. Seine Eltern sind der Sportjournalist Alexander von der Groeben und die Nachrichtenmoderatorin Ulrike von der Groeben (geb. Elfes). Max von der Groeben hat eine jüngere Schwester, Carolin, die ebenfalls als Schauspielerin, Synchron- und Hörspielsprecherin arbeitet.
Seinen ersten Fernsehauftritt hatte er 2004 im Alter von zwölf Jahren, dort war er bei der Sendung Kings of Comedy zu sehen. Weitere Fernsehauftritte – unter anderem in der Serie Bernds Hexe, Danni Lowinski oder SOKO Köln – folgten. Seine erste größere Hauptrolle hatte er 2011 in dem Film Inklusion – gemeinsam anders in der Rolle eines Schülers mit geistiger Behinderung. Für diese Rolle bekam er 2013 die Goldene Kamera, überreicht von Hape Kerkeling, in der Kategorie bester Nachwuchsschauspieler.
Von 2013 bis 2017 absolvierte er seine Schauspielausbildung an der Otto-Falckenberg-Schule in München, wo er heute auch lebt.
Seine bisher erfolgreichste Hauptrolle war 2013 die des Danger an der Seite von Elyas M’Barek und Jella Haase in dem Film Fack ju Göhte. Ebenso in den Fortsetzungen Fack ju Göhte 2 und Fack ju Göhte 3 hatte er diese Rolle inne.
Im Jahr 2020 war er in dem Udo-Lindenberg-Biopic Lindenberg! Mach dein Ding zu sehen.

## Filmografie
- 2004: Kings of Comedy
- 2004–2005: Bernds Hexe
- 2005: Rotkäppchen
- 2006–2008: Nouky und seine Freunde (Deutsche Fassung für Playhouse Disney)
- 2007: Spurlos – Alles muss versteckt sein
- 2009: Danni Lowinski – Mutterkind
- 2011: Freilaufende Männer
- 2011: SOKO Köln – Klassentreffen
- 2011: Inklusion – gemeinsam anders
- 2011: Neue Chance zum Glück
- 2012–2015: Die LottoKönige (Fernsehserie, 17 Folgen)
- 2012: SOKO Kitzbühel – Tod im Internat
- 2012: Unter uns (2 Folgen)
- 2012: Polizeiruf 110 – Eine andere Welt
- 2013: Der Staatsanwalt – Bis aufs Blut
- 2013: Permanent Vegetative State [PVS] (Kurzfilm)
- 2013: Fack ju Göhte
- 2014: Bibi & Tina
- 2014: Doktorspiele
- 2014: Mateo – Unperfekt (Musikvideo)
- 2014: Bibi & Tina: Voll verhext!
- 2015: Abschussfahrt
- 2015: Fack ju Göhte 2
- 2015: Bibi & Tina: Mädchen gegen Jungs
- 2016: Tatort – Mia san jetz da wo’s weh tut
- 2016: Nachtschicht – Ladies First
- 2017: Bibi & Tina: Tohuwabohu Total
- 2017: Fack ju Göhte 3
- 2019: Kidnapping Stella
- 2019: Das perfekte Geheimnis (Stimme)
- 2019: Auerhaus
- 2020: Lindenberg! Mach dein Ding
- 2020: Die verlorene Tochter
- 2021: Hinterland
- 2021: Das Haus
- 2021: Die Schule der magischen Tiere
- 2022: Das Netz (Fernsehserie)
- 2022: Die Schule der magischen Tiere 2
- 2023: Die Mittagsfrau
- 2023: Deutsches Haus (Fernsehserie)
- 2024: Chantal im Märchenland
- 2024: Die Schule der magischen Tiere 3
- 2025: Die Nichte des Polizisten (Fernsehfilm)

## Sprecher
- 2005: Der kleine Eisbär 2 – Die geheimnisvolle Insel (Synchron)
- 2008: Lenny & Twiek (TV-Serie, 9 Folgen)
- 2014: Die Schatzinsel (Hörspiel, Hessischer Rundfunk)
- 2014: Der kleine Drache Kokosnuss
- 2016: Ballerina. Gib deinen Traum niemals auf (Synchron)
- 2023: 12 Nächte (Hörspiel-Mystery-Serie, 12 Folgen, WDR)[5]

## Auszeichnungen
- 2013: Goldene Kamera – Hörzu Nachwuchspreis